# Nazirock - Come sdoganare la svastica e i saluti romani
Nazirock - Come sdoganare la svastica e i saluti romani è un film-documentario del 2008 diretto da Claudio Lazzaro. 
La pellicola è un viaggio nell'estrema destra italiana, attraverso i suoi rituali, la musica, gli slogan e i movimenti politici d'ispirazione fascista sdoganati durante il Governo Berlusconi.
Si tratta della prima opera di giornalismo d'inchiesta che mostra dall'interno il rapporto tra i giovani neofascisti e neonazisti e la musica cosiddetta identitaria, utilizzata come strumento di proselitismo politico da Forza Nuova e da altri gruppi dell'estrema destra.

## Distribuzione
Nazirock viene distribuito in DVD, dall'aprile 2008, nella collana Feltrinelli "Real Cinema" (allora diretta dal produttore Carlo Cresto-Dina), con un allegato che raccoglie testi di presentazione, a firma di Antonio Pennacchi e Furio Colombo, assieme ad altri, scritti in precedenza da Valerio Marchi, Nicola Mariani e Ugo Maria Tassinari.
La sua distribuzione cinematografica viene boicottata dai gruppi della destra neofascista.
L’autore e i cinema che mettono Nazirock in cartellone ricevono minacce. Molte proiezioni vengono cancellate, così come il contratto di distribuzione su Roma firmato con Fandango.
Alcune librerie non espongono il DVD negli scaffali per timore di rappresaglie.
Il film viene sabotato anche in rete, dove qualcuno (che la polizia postale non riuscirà a identificare) scarica copie falsificate di Nazirock, con musiche festose che vanno a sovrapporsi alle immagini strazianti dei campi di sterminio.
Anche il sito in cui Lazzaro pubblica le date delle proiezioni subisce attacchi hacker, che per due volte riescono a cancellarlo dalla rete.

## Problemi giudiziari
All’uscita del film, gli avvocati di Forza Nuova, movimento di Roberto Fiore, hanno citato in giudizio il regista e minacciato di intraprendere azioni legali nei confronti degli esercenti che lo avessero proiettato nei loro cinema.
Il giornalista ha dovuto difendersi in sei diversi procedimenti giudiziari, a seguito delle denunce di personaggi della destra estrema che a vario titolo si ritengono diffamati o danneggiati dal suo documentario; ha vinto tutte le cause, dovendo ogni volta pagare le sue spese legali, fino al 2015, quando è stato condannato a risarcire Gigi Guerzoni, pregiudicato, candidato di Forza Nuova alle elezioni, frontman di una rock band che inneggia alla Repubblica di Salò, perché il film avrebbe danneggiato la sua attività artistica. 
Il processo di appello dà torto al Guerzoni, riconoscendo la correttezza delle informazioni fornite dal documentario. Infine la Cassazione, il 3 febbraio del 2022, respinge il ricorso dell’esponente di Forza Nuova e, nel rispetto del diritto di cronaca e della professionalità dell’autore, ribalta la sentenza che nel 2015 aveva condannato Nazirock.  Sono passati però dieci anni dall’inizio dell’offensiva giudiziaria scatenata contro Claudio Lazzaro con procedimenti pretestuosi e intimidatori che, mancando in Italia una legge sulle cause temerarie, che preveda giusti risarcimenti e il rimborso delle spese legali per chi subisce questo genere di attacchi, ha impedito all’autore di procedere nel suo lavoro di giornalista indipendente.

## Prese di posizione

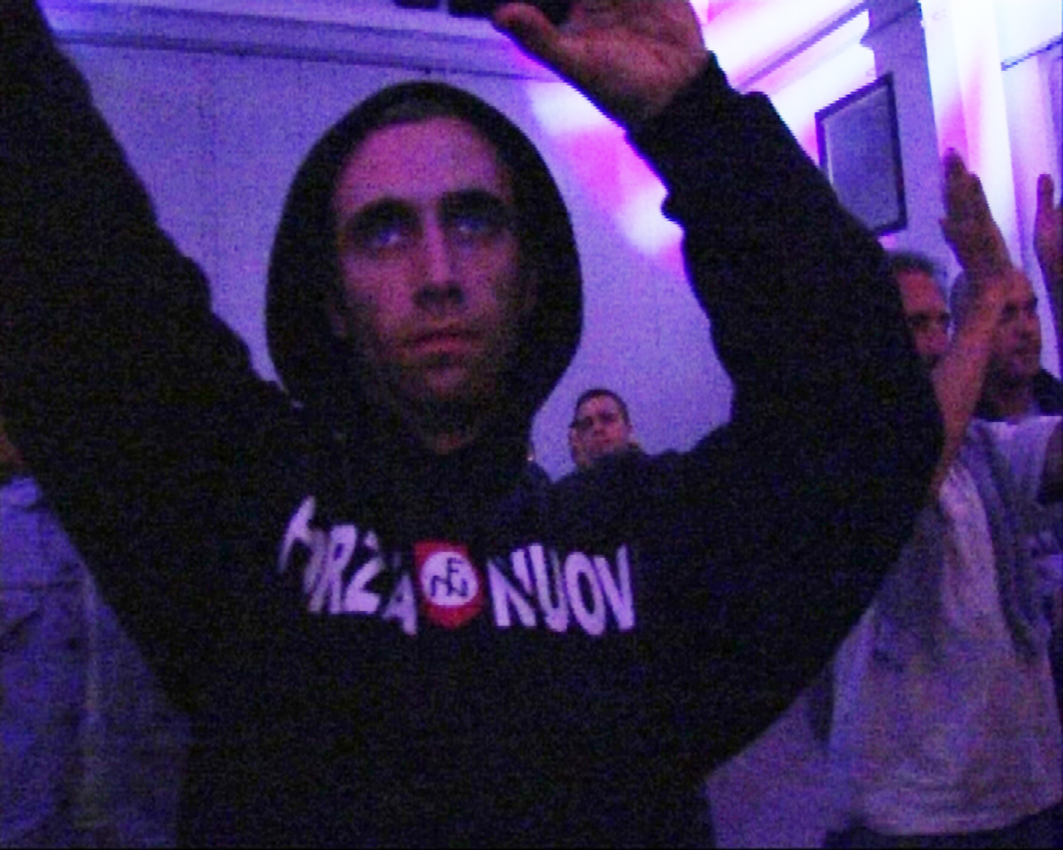
Viterbo 2006 Campo d’Azione di Forza Nuova

Nazirock ha suscitato reazioni contrastanti anche al di fuori della destra neofascista.
In alcune università, quella di Bologna e la Luiss di Roma, i rettori ne hanno vietato le proiezioni, provocando manifestazioni di protesta .

Dalla sua uscita e per diversi anni Nazirock è stato proiettato e dibattuto in molte sedi locali dell’Associazione Nazionale Partigiani d’Italia e dell’Associazione Ricreativa e Culturale Italiana, ma in occasione della recente sentenza di condanna i vertici di Anpi e Arci non hanno preso le sue difese.
Contro l’accanimento giudiziario nei confronti di Nazirock ha invece preso posizione Articolo21, l’associazione di giornalisti, giuristi, economisti e personaggi della cultura che difendono la libertà di manifestazione del pensiero. 
Anche Ossigeno per l’informazione, l’associazione che gestisce l’Osservatorio sui giornalisti minacciati, patrocinato dalla Federazione Nazionale della Stampa e dall’Ordine dei Giornalisti, ha preso le difese del regista e ha inserito Claudio Lazzaro nella tabella dei nomi delle vittime di minacce.